# Bilsthorpe
Bilsthorpe är en ort och civil parish i Storbritannien.   Den ligger i grevskapet Nottinghamshire och riksdelen England, i den sydöstra delen av landet, 190 km norr om huvudstaden London. Bilsthorpe ligger 77 meter över havet och antalet invånare är 3 260.
Terrängen runt Bilsthorpe är platt, och sluttar österut. Runt Bilsthorpe är det ganska tätbefolkat, med 166 invånare per kvadratkilometer. Närmaste större samhälle är Mansfield, 11,1 km väster om Bilsthorpe. Trakten runt Bilsthorpe består till största delen av jordbruksmark.